# Urukagina

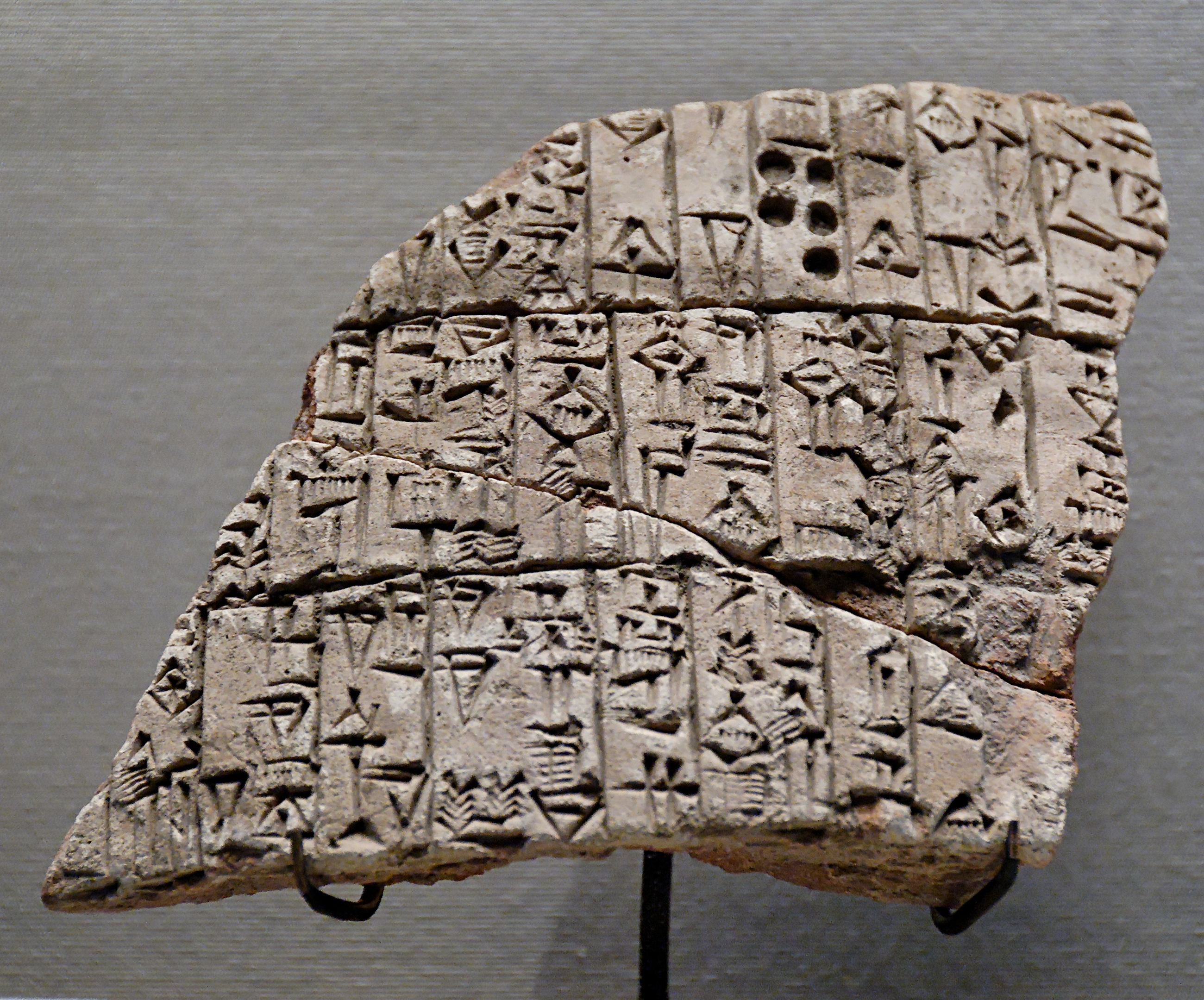
Fragment glinianego stożka z inskrypcją budowlaną Urukaginy; znaleziony w Girsu (Telloh); zbiory Luwru (AO 4598ab).

Urukagina, Uruinimgina lub Irikagina – władca sumeryjskiego miasta-państwa Lagasz, ostatni przedstawiciel I dynastii z Lagasz;  panował w latach 2378–2371 p.n.e. Został władcą po przewrocie, podczas którego zdetronizowano poprzedniego władcę Lugalandę. Zbudował świątynie dla boga Ningirsu i dla bogini Bau. Pokonany został przez Lugalzagesiego, władcę miasta-państwa Umma.

## Reformy Urukaginy
Urukagina jest autorem jednych z najstarszych znanych nam reform społecznych, w których zajął się problemem korupcji i wyzyskiem biedaków przez bogaczy. Reformy te obejmowały m.in. uwolnienie wdów i sierot od płacenia podatków, opłacanie kosztów pogrzebów przez miasto, ustalenie ceny minimalnej za niektóre produkty, zniesienie podatków małżeńskich czy umniejszenie uposażeń kapłańskich. Treść reform znana jest z inskrypcji na dwóch stożkach glinianych, znajdujących się obecnie w zbiorach Luwru.